# ハーバート・ガットマン
ハーバート・ガットマン（Herbert Gutman、1928年 - 1985年7月21日）はアメリカ合衆国の歴史家。ニューヨーク市立大学大学院センターの歴史学専攻教授。アメリカ合衆国における労働者階級史についての論文を多数発表し、労働者階級の生活と文化について調査・研究を長らく行ってきた。また、アメリカ合衆国の奴隷制度の歴史に関する研究にも着手しており、『奴隷制時代から自由時代にいたる黒人家族』（1976年）などの著書を発表している。

## 人物
インターナショナル・ワーカーズ・オーダーに所属する移民ユダヤ人の両親の元に1928年にニューヨークで生を受けたガットマンはその影響を大いに受け、ヘンリー・A・ウォーレスを支持し、共産主義運動に熱を上げる青年時代を過ごした。その後社会主義、民主主義へとその支持立場を変遷させ、コロンビア大学にて労働者階級史研究を始める。
1952年、ウィスコンシン大学大学院生時代に、1877年に発生した死者100人を超える鉄道ストライキ事件に関する研究を行い、イギリスの歴史家エドワード・P・トムスンよりも早く1959年に『労働者の権力探求』という論文を発表する。
1970年代には教授業の傍ら、労働者組合に向けた労働者階級史に関するセミナーを持つようになり、アメリカの若い世代の労働者組合指導者との接点を持つようになる。そうしたきっかけで、1981年には「アメリカ労働者階級史プロジェクト」を企画立案し、ジョン・ロジャーズ・コモンズが1918年に提供し た『合衆国労働史』に代わる労働者階級の包括的な歴史を提供している。

## 著作

### 単著
- Slavery and the Numbers Game: a Critique of Time on the Cross, (University of Illinois Press, 1975).
- Work, Culture, and Society in Industrializing America: Essays in American Working-class and Social History, (Random House, 1976).

大下尚一・野村達朗・長田豊臣・竹田有訳『金ぴか時代のアメリカ』（平凡社, 1986年）
- The Black Family in Slavery and Freedom, 1750-1925, (Vintage Books, 1977).
- Power & Culture: Essays on the American Working Class, (Pantheon Books, 1987).

### 共編著
- Many Pasts: Readings in American Social History, 2 vols., co-edited with Gregory S. Kealey, (Prentice-Hall, 1973).
- The New England Working Class and the New Labor History, co-edited with Donald H. Bell, (University of Illinois Press, 1987).